# Аудега (Фріске-Маррен)
Аудега (нід. Oudega) — село в нідерландській провінції Фрисландія. Входить до муніципалітету Фріске-Маррен.
Його площа становить 6,53 км², а населення станом на 2021 рік складало 265 осіб.
Перша згадка про населений пункт датується 1412 роком.

## Галерея

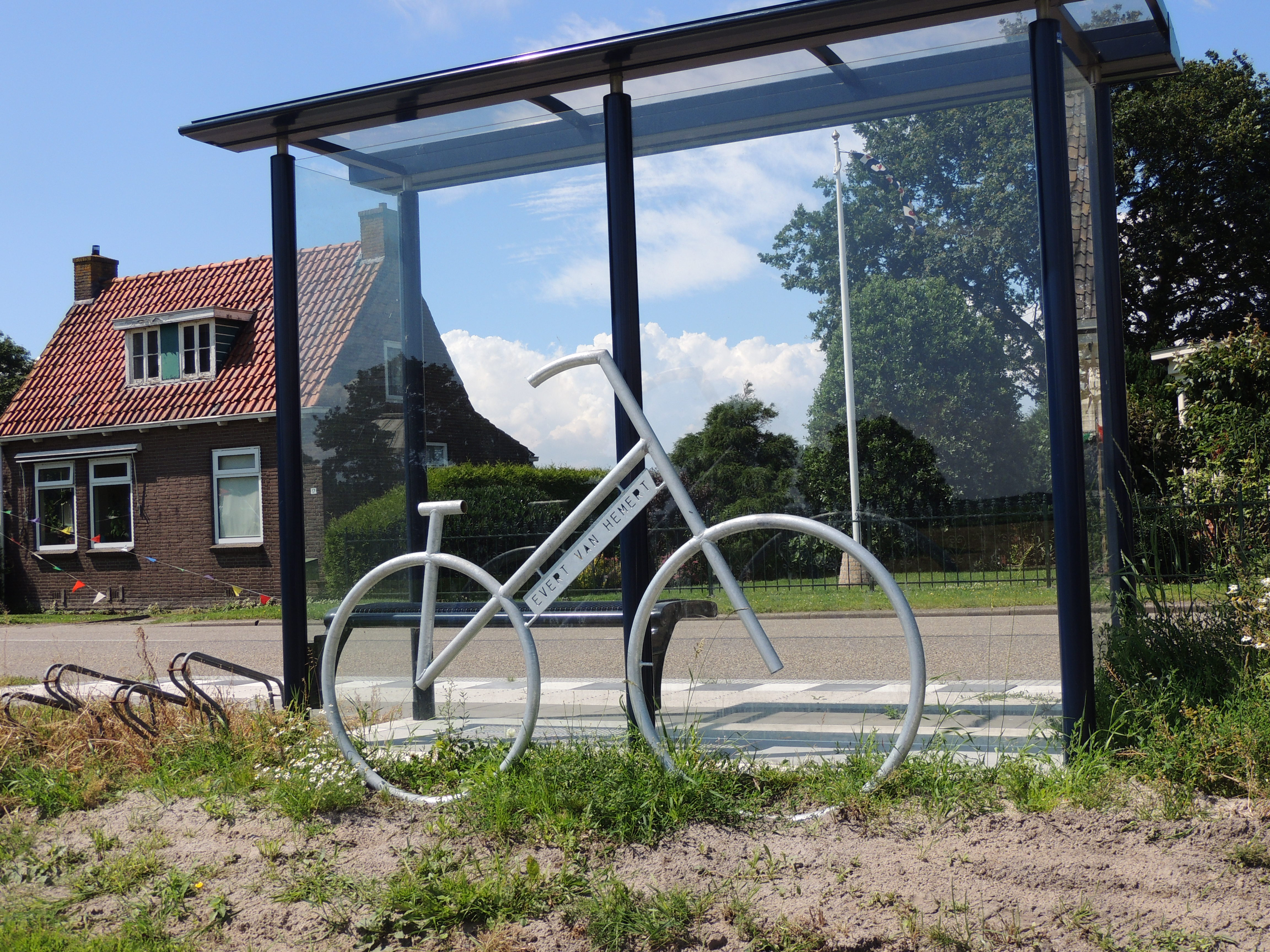
Арт-об'єкт у селі
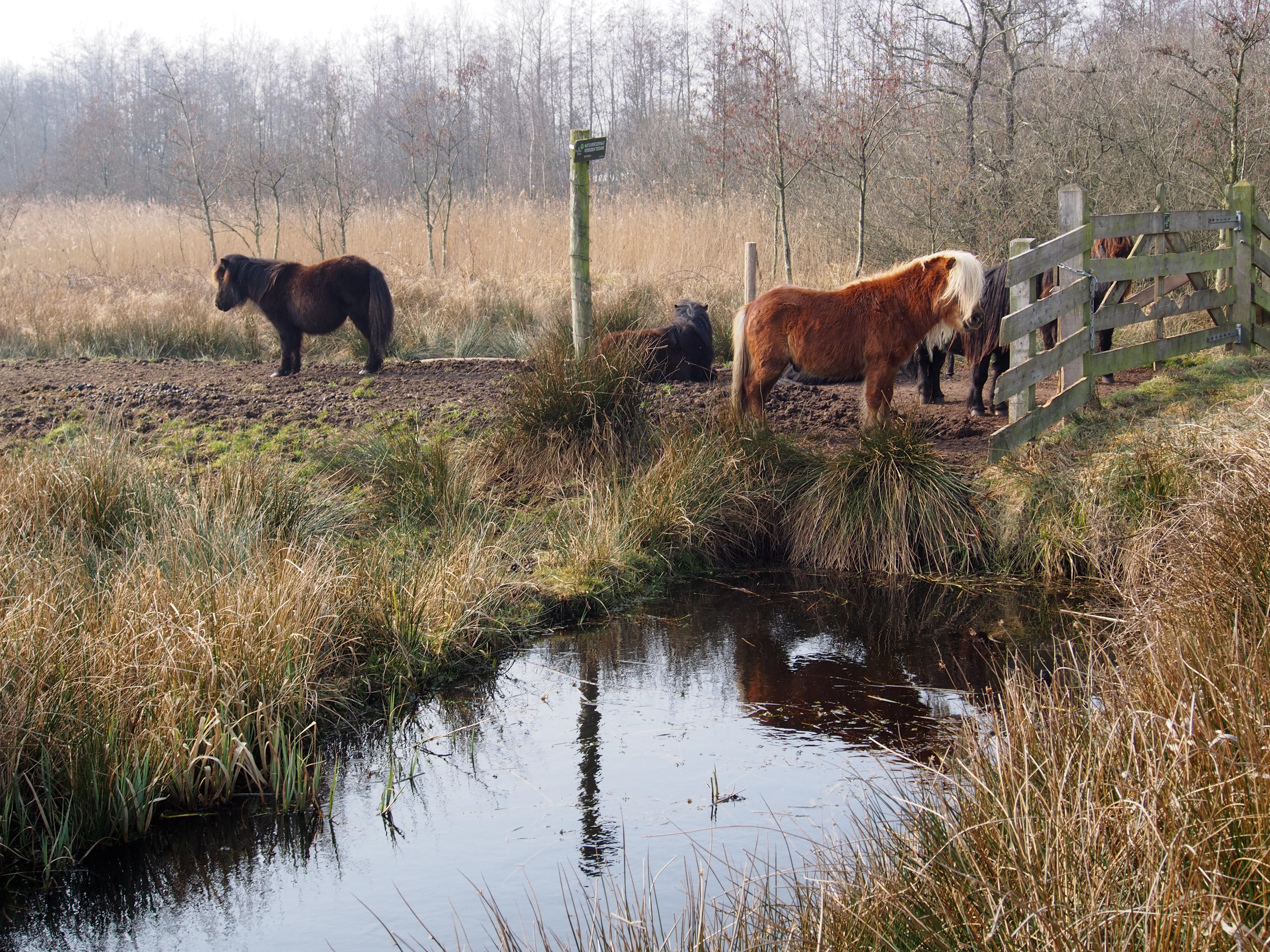
Поні поблизу Аудеги